# Saint-Genis-Pouilly
Saint-Genis-Pouilly är en kommun i departementet Ain i regionen Auvergne-Rhône-Alpes i östra Frankrike. Kommunen ligger  i kantonen Ferney-Voltaire som ligger i arrondissementet Gex. Kommunens areal är 9,77 km². År 2022 hade Saint-Genis-Pouilly 14 584 invånare.

## Befolkningsutveckling
Antalet invånare i kommunen Saint-Genis-Pouilly
Referens: INSEE